# 김신열 (배우)
김신열(1969년 8월 14일)은 대한민국의 모델이자 배우이다.

## 드라마
- 2019년 ~ 2020년 KBS2 월화 미니시리즈 《블랙독》
- 2020년 tvN 주말 미니시리즈 《하이바이, 마마!》
- 2020년 OCN 12부작 주말 미니시리즈 《트레인》
- 2020년 네이버TV 6부작 웹 드라마 《서류상 아빠》 ... 설호재 역
- 2020년 MBC 수목 미니시리즈 《나를 사랑한 스파이》
- 2021년 MBN 주말 특별기획 미니시리즈 《보쌈 - 운명을 훔치다》
- 2021년 MBC 수목 미니시리즈 《미치지 않고서야》
- 2022년 tvN 주말 미니시리즈 《우리들의 블루스》
- 2022년 KBS2 월화 미니시리즈 《미남당》
- 2022년 JTBC 금토일 미니시리즈 《재벌집 막내아들》
- 2022년 KBS2 단막극 《KBS 드라마 스페셜 - 양들의 침묵》
- 2023년 tvN 수목 미니시리즈 《조선정신과의사유세풍2》
- 2023년 JTBC 수목 미니시리즈 《나쁜 엄마》
- 2023년 ~ 2024년 KBS2 주말 특별기획 드라마 《고려 거란 전쟁》
- 2024년 tvN 주말 미니시리즈 《눈물의 여왕》
- 2024년 tvN 주말 미니시리즈 《감사합니다》
- 2024년 디즈니+ 4부작 수요 미니시리즈 《폭군》
- 2024년 ENA 월화 미니시리즈 《크래시》
- 2024년 NETFILX 오리지널 시리즈 《경성크리처 Part Ⅱ》
- 2024년 NETFILX 오리지널 시리즈 《오징어 게임 2》
- 2024년 tvN 월화 미니시리즈 《가석방심사관 이한신》
- 2025년 KBS2 수목 시트콤 《빌런의 나라》
- 2025년 KBS2 주말연속극 《독수리 5형제를 부탁해!》
- 2025년 ENA 월화 미니시리즈 《살롱 드 홈즈》

## 영화
- 2024년 영화 《행복의 나라》